# Scott Pruitt
Edward Scott Pruitt (Danville, 9 maggio 1968) è un avvocato e politico statunitense, membro del Partito Repubblicano, già titolare della carica di Attorney general dell'Oklahoma. Dal febbraio 2017 al luglio 2018 ha diretto l'Agenzia per la protezione dell'ambiente degli Stati Uniti d'America nella presidenza Trump. È noto per le sue convinzioni negazioniste del contributo dei gas serra al riscaldamento globale, per la contrarietà all'accordo di Parigi del 2015, e per i legami con l'industria petrolifera americana.

## Biografia
Pruitt ha ricoperto la carica di senatore di stato dal 1998 fino al 2006. Nel 2000 si candidò per le presidenziali americane senza riscuotere successo. Nel 2002 fu rieletto senatore di stato senza alcuna opposizione da parte dei membri del suo partito. Dopo le ri-elezioni del 2006, Pruitt lanciò, senza successo, una campagna per ricevere la nomina repubblicana a governatore dell'Oklahoma. Nel 2010 fu eletto Procuratore Generale dell'Oklahoma, carica da lui mantenuta fino al 2017 quando passò a dirigere l'Agenzia per la protezione dell'ambiente in seguito alla ratifica, da parte del Senato americano, della nomina proposta dal presidente Donald Trump.
L'incarico affidatogli fece molto discutere in quanto Pruitt, che in passato ha ricevuto molti finanziamenti da industrie petrolifere, è portatore di idee particolari riguardo al problema del riscaldamento globale, nella genesi del quale egli afferma l'irrilevanza delle emissioni di CO2 in atmosfera per effetto dell'attività antropica. Ha anche espresso la sua contrarietà all'accordo di Parigi negoziato durante la XXI Conferenza delle Parti dell'UNFCCC nel 2015. Nell'agosto 2018, non più sotto la sua amministrazione, l'Epa rende di nuovo legale l’utilizzo dell’amianto nei materiali per l’edilizia.
Coinvolto in una serie di scandali, dalle questioni etiche alle spese gonfiate sino ad aver usato la sua posizione ufficiale presso l'EPA per chiedere favori speciali e opportunità commerciali per la moglie e la figlia, nell'aprile 2018 trentanove membri del Senato e più di 130 membri della Camera dei rappresentanti hanno chiesto le sue dimissioni. Il 5 luglio 2018 Pruitt ha annunciato che avrebbe rassegnato le dimissioni il giorno dopo, lasciando Andrew R. Wheeler a capo dell'agenzia.
Dopo le dimissioni dall'EPA, Pruitt ha cercato di avviare un'attività di consulenza energetica. Ha promosso le vendite all'estero di carbone per il "barone del carbone" Joseph Craft III. Il Washington Post ha riferito che Pruitt ha avuto incontri con funzionari delle stesse industrie che ha regolato mentre era a capo dell'EPA. L'avvocato di Pruitt ha affermato che il suo assistito non aveva e non avrebbe violato il divieto quinquennale di esercitare pressioni sull'EPA. Il 18 aprile 2019 Pruitt si è registrato come lobbista compensato presso l'Indiana Lobby Registration Commission specificando che i suoi sforzi di lobbying avrebbero riguardato l'energia e le risorse naturali. Il suo unico cliente elencato è collegato a Sunrise Coal, che gestisce quattro miniere di carbone nello stato.